# One Man Army
«One Man Army» es una canción de la banda Our Lady Peace. Lanzado como el primer sencillo de su tercer álbum Happiness...Is Not a Fish That You Can Catch.

## Video musical
Este video musical fue dirigido por Marcos Kohr y fue filmado en Toronto el 5 de agosto de 1999. Se inicia con el cantante Raine Maida sentado en una silla en lo que parece ser un pasillo del hotel. El uso de los efectos especiales, se levanta y se va, pero un segundo "copia" de él permanece sentado. El vídeo se divide entonces en dos conjuntos de escenas: En un grupo, la banda se estableció en el medio de un hall de entrada y realiza la canción; en las otras escenas, Maida camina por una ciudad. Durante los coros de la canción, Maida se tira de repente a través del aire (al parecer actuando como la gravedad le estaba tirando), lo que le causó a chocar contra varias paredes, y aplastar a través de un árbol, una pared, y varias ventanas. Él trata de la celebración de una boca de incendios y un cartel de la calle, pero se apartó. Al final del video, Raine se sienta en un banco en un muelle, pero él se apartó hacia el agua después de tratar de aferrarse a la banca.

## Listado de canciones

### US Pro CD
Columbia CSK 42454
1. «One Man Army» (álbum versión) - 3:22

### UK 7"
Epic 668866 7
1. «One Man Army» - 3:22
2. «Superman's Dead» (live in NY)

### UK Pro CD
Epic XPCD2440
1. «One Man Army» (edit) - 3:08
2. «One Man Army» (álbum versión) - 3:22

### UK Ltd. Ed. CD
SBME Import
1. «One Man Army»
2. «Starseed»
3. «Clumsy»
4. «One Man Army» (video)